# Ivica Dragutinović
Ivica Dragutinović (Prijepolje, 13. studenog, 1975.) je srbijanski umirovljeni nogometaš i bivši reprezentativac, koji je igrao u obrani.